# Забашта, Василий Иванович
Васи́лий Ива́нович Заба́шта (18 июля 1918, с. Бабенково, Изюмский уезд, Харьковская губерния, Украинская Народная Республика — 20 апреля 2016, Киев, Украина) — советский и украинский живописец и педагог, профессор (1980), руководитель пейзажной мастерской Украинской академии изобразительных искусств и архитектуры с 1993 г., народный художник Украины (1999).

## Биография
Род Забашт — большой, знатный. Василий был младшим из одиннадцати детей. Его отец происходил из известного чумацкого рода, о котором вспоминает писатель и этнограф Григорий Данилевский в своей работе «Быт и обычаи украинских чумаков» (1857).
Поступив в изостудию, в двенадцать лет впервые пишет масляными красками портрет своего дяди. Его первыми учителями были художники Владимир Яковенко и Виктор Савин.
В 1938 г. поступил в Харьковское художественное училище. Его наставниками были К.Грипич, А.Головашов (ученик В.Серова), В.Касиян. Ещё первокурсником стал победителем конкурса творческих студенческих работ. В начале второго курса училища в 1939 г. был призван в Красную Армию и в качестве радиста отправлен советско-финскую войну. Уже в первом бою получил тяжёлое ранение, много месяцев лечился в госпиталях.

### В годы Великой Отечественной войны
Вернулся домой в мае 1941 г. С началом Великой Отечественной войны ушел добровольцем на фронт. Воевал на Юго-Западном (1941—1942), Брянском (1943) и I Украинском (1944) фронтах. После тяжелого ранения, полученного в 1942 г., долгое время провел в госпитале на Урале. Однако в феврале 1943 г. он снова возвращается в действующую армию. Воевал командиром бронетранспортера 7-го отдельного гвардейского мотоциклетного батальона в составе 10 гвардейского танкового Уральского (впоследствии Уральско-Львовского) Добровольческого корпуса 4 танковой Армии. Прошел Орловско-Курскую дугу и весь ад войны до Берлина и Праги.
Вот только некоторые эпизоды его боевой истории. 21 июля 1944 года гвардии старшина Василий Забашта в составе группы вел разведку противника в районе Глиняны. Под ураганным ружейно-пулеметным огнём он одним из первых пробрался к немецкой огневой точке и несколькими гранатами уничтожил её. В дзоте он захватил портфель штабного офицера с важнейшими документами.
30 августа 1944 г., действуя в головном дозоре в районе деревне Сабекуров, ночью пробрался к передней линии немецкой обороны и добыл важнейшие сведения о наличии и количестве танков, минометных батарей и направлении движения бронетранспортеров с пехотой противника. 2-5 сентября 1944 года возглавлял группу, которая по заданию командования корпуса, действовала в районе расположения противника в деревне Бацновице. При выполнении задания он забросал гранатами и поджег два бронетранспортера с пехотой противника, уничтожил три вражеских патруля, перерезал две линии телефонной связи врага. При отходе группа попала под пулеметный огонь противника. Вынес с поля боя тяжело раненного товарища и ещё с двумя бойцами продолжал вести ответный огонь по фашистам, прикрывая отход своей группы.
За доблесть и мужество, проявленные на фронте, В. И. Забашта награждён орденами Славы II и III степеней (1944), многими медалями.

### Творческая деятельность
В августе 1945 г. получает десятидневный отпуск домой. За время отпуска он сдает два экзамена, по живописи и композиции, в Харьковский художественный институт и вскоре получает извещение о его зачислении сразу на второй курс живописного факультета. Побывав на просмотре работ студентов Киевского художественного института в январе 1947 г., решает продолжить обучение живописи в Киеве. Он поступает в мастерскую Карпа Демьяновича Трохиминко, руководителя историко-батальной мастерской.
Член Союза художников СССР (1948).
Первая тематическая картина «Языка привели» (1949), написанная им на 4-м курсе, — дань личным фронтовым переживаниям и впечатлениям.
Окончив Киевский художественный институт в 1951 г., поступил в аспирантуру. Его аспирантская работа — картина «В годы оккупации» (1955) — посвящена подпольщице-полтавчанке Ляле Убийвовк. В картине художник решал проблему искусственного освещения для раскрытия идеи произведения. Обе — по сути ещё студенческие — картины имели успех у зрителей; они экспонировались на республиканских, всесоюзных и международных выставках.
К военной теме художник возвращался и в своих последующих работах: «Салют победы» (варианты 1975 и 1978 гг.), «Из похода не возвращаются сыны» (1984).
С ноября 1956 по апрель 1957 г. находился в Китае в составе первой творческой группы советских художников. Групповая отчетная выставка «Сто дней в Китае», на которой была представлена серия его живописных и графических работ, имела успех в Москве и в Киеве.
В 1960—1970-е годы он переосмысляет свою творческую жизнь, встречается с теми, кто стал жертвами политических репрессий 1930-х гг.: биолог Николай Шарлемань, библиограф Григорий Коляда, известный искусствовед Степан Таранушенко. Все эти люди стали героями его портретов-картин.
Помимо уже упомянутых работ кисти художника принадлежат картины: «С. Гулак-Артемовский и М. Глинка»(1951), «Чайковский у Н. Лысенко» (1949), «Леся Украинка и Н. Лысенко» (1969), «В гостях» (1975), «Месть» (1971), «И. Франко на этапе» (1952), «П. Сагайдачный и Гальшка Гулавечивна» (1990—2000), «Т. Шевченко и члены Кирило-Мефодиевского братства» (1989—2000), портреты Н. Шарлеманя (1969), Г. Коляды (1976), Г. Ткаченко (1977), С. Таранушенко (1989), Т. Шевченко (1986) и многие другие. Он выступил автором серии пейзажей с видами Крыма, Седнева, окрестностей Киева.

## Семья
Отец — Забашта Иван Федорович. Мать — Забашта Анна Ивановна. Супруга — Забашта Людмила Ивановна (1937 г. рожд.). Дети: Забашта Галина Васильевна (1956 г. рожд.), Забашта Ростислав Васильевич (1959 г. рожд.).

## Образование
- Харьковское художественное училище, 1938—1939, педагоги: К. Грипич, А. Головашов (ученик В. Серова);
- Харьковский художественный институт, 1945—1947;
- Киевский художественный институт, 1947—1951, педагог: К. Д. Трохименко.

## Звания
- Заслуженный деятель искусств Украинской ССР (1979).
- Народный художник Украины (1999).

## Картины
- «С. Гулак-Артемовский и М. Глинка»(1951),
- «Чайковский у Н. Лысенко» (1949),
- «Новый указ» (1950-е),
- «Леся Украинка и Н. Лысенко» (1969),
- «В гостях» (1975),
- «Месть» (1971),
- «И. Франко на этапе» (1952),
- «П. Сагайдачный и Гальшка Гулавечивна» (1990—2000),
- «Т. Шевченко и члены Кирило-Мефодиевского братства» (1989—2000),
- портреты Н. Шарлеманя (1969), Г. Коляды (1976), Г. Ткаченко (1977), С. Таранушенко (1989), Т. Шевченко (1986) и многие другие
- серия пейзажей с видами Крыма, Седнева, окрестностей Киева.